# Cicerone

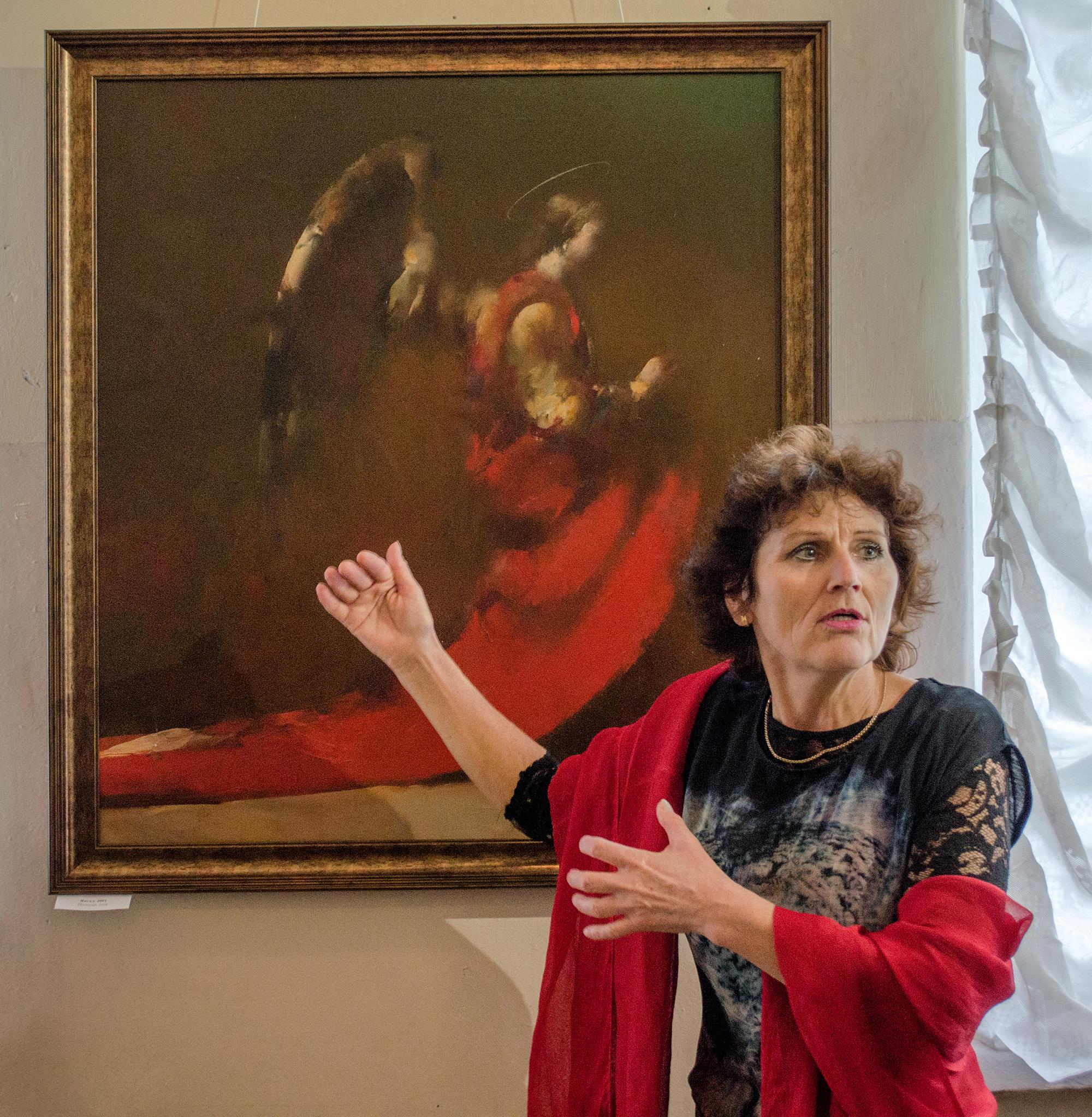
Guía o cicerone en el Museo de Chernígov

Cicerone es un término antiguo para designar a un guía de turismo, alguien que dirige a turistas y visitantes por museos, galerías y similares explicándoles aspectos de interés arqueológico, histórico o artístico. Se cree que la palabra proviene de la facundia y el tipo de enseñanza practicados por Marcus Tullius Cicero, Cicerón.
A pesar del aspecto italiano de la palabra (tiene origen romano), el New English Dictionary encuentra ejemplos de su uso antes en inglés que en italiano, encontrándose la cita más antigua de la que se dispone en el Dialogue on Medals (Diálogo sobre medallas) de Joseph Addison, publicado póstumamente en 1726. Parece que la palabra se utilizó en primer lugar para describir a anticuarios con conocimientos que mostraban y explicaban a los foráneos las antigüedades y curiosidades del país (según la definición del New English Dictionary de 1762).